# Кларк (округ, Иллинойс)
Кларк (англ. Clark County) — округ в США, штате Иллинойс. По состоянию на 2010 год, численность населения составляла 16 335 человек. Был основан в 1819 году, получил своё название в честь американского генерала Джорджа Роджерса Кларка.

## География
По данным Бюро переписи США, общая площадь округа равняется 1 307 км², из которых 1 299 км² — суша, и 9 км², или 0,67 %, — это водоёмы.

### Соседние округа
- Эдгар (Иллинойс) — север
- Виго (Индиана) — северо-восток
- Салливан (Индиана) — юг-восток
- Крофорд (Иллинойс) — юг
- Джаспер (Иллинойс) — юго-запад
- Камберленд (Иллинойс) — запад
- Колс (Иллинойс) — северо-запад

## Демография
По данным переписи населения 2000 года в округе проживает 17 008 жителей в составе 6 971 домашних хозяйств и 4809 семей. Плотность населения составляет 13 человек на км². На территории округа насчитывается 7816 жилых строений, при плотности застройки 6 строений на км². Расовый состав населения: белые — 98,78 %, афроамериканцы — 0,20 %, коренные американцы (индейцы) — 0,18 %, азиаты — 0,14 %, гавайцы — 0,03 %, представители других рас — 0,08 %, представители двух или более рас — 0,59 %. Испаноязычные составляли 0,32 % населения независимо от расы .
В составе 31,20 % из общего числа домашних хозяйств проживают дети в возрасте до 18 лет, 56,90 % домашних хозяйств представляют собой супружеские пары, проживающие вместе, 8,70 % домашних хозяйств представляют собой одиноких женщин без супруга, 31,00 % домашних хозяйств не имеют отношения к семьям, 28,10 % домашних хозяйств состоят из одного человека, 14,00 % домашних хозяйств состоят из престарелых (65 лет и старше), проживающих в одиночестве. Средний размер домашнего хозяйства составляет 2,40 человека, и средний размер семьи 2,94 человека.
Возрастной состав округа: 24,90 % — моложе 18 лет, 7,40 % — от 18 до 24, 26,60 % — от 25 до 44, 23,10 % — от 45 до 64, и 18,00 % — от 65 и старше. Средний возраст жителя округа — 39 лет. На каждые 100 женщин приходится 94,70 мужчин. На каждые 100 женщин старше 18 лет приходится 90,80 мужчин.
Средний доход на домохозяйство в округе составлял 35 967 USD, на семью — 43 213 USD. Среднестатистический заработок мужчины был 32 035 USD против 20 954 USD для женщины. Доход на душу населения был 17 655 USD. Около 6,40 % семей и 9,20 % общего населения находились ниже черты бедности, в том числе — 12,20 % молодежи (тех, кому ещё не исполнилось 18 лет) и 7,50 % тех, кому было уже больше 65 лет.